# 莉莉 (喬治亞州)
莉莉（英語：Lilly）是一個位於美國喬治亞州杜利縣的城市。

## 地理
莉莉的座標為32°08′50″N 83°52′40″W / 32.14722°N 83.87778°W，而該地的平均海拔高度為106米（即348英尺）。

## 人口
根據2010年美國人口普查的數據，莉莉的面積為1.60平方千米，當中陸地面積為1.60平方千米，而水域面積為0.00平方千米。當地共有人口213人，而人口密度為每平方千米133人。